# Mateus De Paula Dultra
Mateus De Paula Dultra (* 24. Juli 2001 in Fortaleza, Ceará, Brasilien) ist ein brasilianischer Beachvolleyballspieler.

## Karriere
Mit Johann Ferdinand Dohmann gewann der im Bundesstaat Ceará geborene Sportler 2021 einen Wettbewerb der panamerikanischen Juniorenbeachserie. Mit Gabriel Zuliani wurde er Dritter bei der Südamerikameisterschaft der unter Einundzwanzigjährigen und Fünfter bei der WM der gleichen Altersklasse. Ab 2022 spielte er mit Adelmo Goncalves zusammen. Die beiden wurden Siebzehnte bei der FISU-Studentenweltmeisterschaft in Maceió. Im folgenden Jahr standen sie als Dritte bei einem Turnier der polnischen Beachserie zum ersten Mal gemeinsam auf dem Podest. Bei den Futures in Warschau und auf Mallorca ereilte sie das Aus im Viertelfinale, in Miguel Pereira wurden sie Vierte. Beim Challenge in Haikou und beim Elite16 in João Pessoa scheiterten sie ebenso in der Qualifikation wie eine Saison später bei gleichwertigen Events. Bei der Südamerikatour wurden sie 2024 einmal Zweite, bei den Futures in Warschau und Brünn belegten sie den geteilten fünften Rang. Bei der FISU-WM stand Mateus de Paula mit Matheus Silva im Halbfinale. Nach einem kurzen Intermezzo am Ende der Saison mit Pedro Sousa, bei dem die Brasilianer einen Achtungserfolg beim Wettbewerb in Chennai mit dem Erreichen des Hauptfeldes für sich verbuchen konnten, bildete De Paula 2025 wieder ein Duo mit Goncalves. Das Beachpaar belohnte sich beim ersten Challenge des Jahres in Yucatán nach überstandener Vorausscheidung mit dem Gruppensieg und dem anschließenden Viertelfinaleinzug. Obwohl sie die folgende Begegnung gegen die Finalisten Yves Haussener / Julian Friedli in drei Sätzen knapp verloren, war dies ihr bestes bis zu diesem Zeitpunkt erzieltes Ergebnis bei einer hochwertigen FIVB-Veranstaltung.